# Villalengua
Villalengua – gmina w Hiszpanii, w prowincji Saragossa, w Aragonii, o powierzchni 40,16 km². W 2011 roku gmina liczyła 386 mieszkańców.